# 岩穴蕨
岩穴蕨（学名：Monachosorum maximowiczii）又名穴子蕨，原为稀子蕨科岩穴蕨属（Ptilopteris）下的一个种，后归入碗蕨科稀子蕨属。分布于中国东部至日本一带，为东亚特有种,生长在气候寒冷的海拔800–2500米地区。